# Ko Hyon-suk
Ko Hyon-suk (Koreaans: 고현석) (Hyesan, 21 maart 1985) is een Noord-Koreaanse langebaanschaatsster. Ze nam, als een van de twee sporters uit Noord-Korea, deel aan de Olympische Winterspelen van 2010. In dat jaar werd ze 9e op de 500 meter en op de 1000 meter werd ze 13e.
In 2007 debuteerde ze op internationaal niveau bij de senioren, dit deed ze op de Aziatische Winterspelen 2007. Daarbij nam ze deel aan de 100 meter, de 500 meter en de 1000 meter. Op die eerste afstand eindigde ze als 9e en op de 500 meter en de 1000 meter eindigde bij beide afstanden op de 10e plaats.

## Persoonlijke records
| Afstand    | Tijd    | Datum            | Baan    |
| ---------- | ------- | ---------------- | ------- |
| 500 meter  | 0 38,08 | 30 januari 2010  | Calgary |
| 1000 meter | 1.15,19 | 30 januari 2010  | Calgary |
| 1500 meter | 2.02,93 | 30 december 2010 | Calgary |
| 3000 meter | 4.39,89 | 2 december 2000  | Harbin  |
| 5000 meter | 8.00,41 | 3 december 2000  | Harbin  |

## Resultaten
| Jaar | CK Azië             | Olympische Spelen  | Aziatische Spelen          | Wereldbeker | WK junioren          |
| ---- | ------------------- | ------------------ | -------------------------- | ----------- | -------------------- |
| 2001 | 10e (11, 11, 11, 9) |                    |                            |             |                      |
| 2002 |                     |                    |                            |             | NC26 (21, 24, 31, -) |
| 2003 |                     |                    |                            |             |                      |
| 2004 |                     |                    |                            |             |                      |
| 2005 |                     | 28e 100m           |                            |             |                      |
| 2006 |                     |                    |                            |             |                      |
| 2007 |                     |                    | 9e 100m 10e 500m 10e 1000m |             |                      |
| 2008 |                     |                    |                            |             |                      |
| 2009 |                     | 47e 500m 51e 1000m |                            |             |                      |
| 2010 |                     | 9e 500m 13e 1000m  | 40e 500m                   |             |                      |
| 2011 |                     |                    | 10e 500m 8e 1500m          |             |                      |

- = geen deelname
NC# = niet gekwalificeerd voor de laatste afstand, maar wel als # geklasseerd in de eindrangschikking
(#, #, #, #) = afstandspositie op allroundtoernooi (500m, 3000m, 1500m, 5000m) of op juniorentoernooi (500m, 1500m, 1000m, 3000m).